# Полк (окръг, Айова)
Вижте пояснителната страница за други значения на Полк.
Окръг Полк (на английски: Polk County) е окръг в щата Айова, Съединени американски щати. Площта му е 1533 km², а населението - 424 778 души. Административен център е град Де Мойн.